# Revoroot
Revoroot Inc. (株式会社ギークトイズ, Kabushiki-gaisha Revorutō) est un studio d'animation japonaise fondé le 1er avril 2016 et situé à Nishitōkyō dans la préfecture de Tokyo, au Japon.

## Productions

### Séries télévisées
| Année | Titre                                                 | Réalisateur(s)                                   | Dates de 1re diffusion | Dates de 1re diffusion | Nb. éps.   | Remarques                                                        | Réf(s) |
| Année | Titre                                                 | Réalisateur(s)                                   | Début                  | Fin                    | Nb. éps.   | Remarques                                                        | Réf(s) |
| ----- | ----------------------------------------------------- | ------------------------------------------------ | ---------------------- | ---------------------- | ---------- | ---------------------------------------------------------------- | ------ |
| 2018  | FLCL Alternative                                      | Katsuyuki Motohiro Yutaka Uemura Kiyotaka Suzuki | 8 septembre 2018       | 13 octobre 2018        | 6          | Suite de FLCL Progressive. Coproduit avec Production I.G et NUT. | [ 2 ]  |
| 2019  | Babylon                                               | Kiyotaka Suzuki                                  | 6 octobre 2019         | 27 janvier 2020        | 12         | Basée sur la série de romans écrite par Mado Nozaki.             | [ 3 ]  |
| 2021  | La Sorcière invincible tueuse de Slime depuis 300 ans | Nobukage Kimura                                  | 10 avril 2021          | 26 juin 2021           | 12         | Basée sur le light novel écrit par Kisetsu Morita.               | [ 4 ]  |
| 2022  | My Isekai Life                                        | Keisuke Kojima                                   | 4 juillet 2022         | À venir                | À annoncer | Basée sur le light novel écrit par Shinkoshoto.                  | [ 5 ]  |